# 82 Eridani
82 Eridani è una stella della costellazione dell'Eridano di magnitudine apparente +4,26, situata a circa 19,8 anni luce dal sistema solare. È una stella giallo-arancio della sequenza principale di classe spettrale G8V, molto simile al Sole di cui possiede l'81% della massa, il 92% del diametro e i due terzi della luminosità.
Queste caratteristiche la rendono molto interessante poiché si ritiene possa ospitare nel suo sistema stellare pianeti in condizioni favorevoli allo sviluppo della vita. Tuttavia l'abbondanza di elementi più pesanti dell'idrogeno e dell'elio (metallicità) è più bassa rispetto al Sole, e questo induce a pensare che probabilmente 82 Eridani sia più vecchia del Sole (oltre 10 miliardi di anni).

## Sistema planetario
Il 17 agosto 2011 con il metodo della velocità radiale sono stati scoperti tre pianeti extrasolari attorno alla stella. I pianeti sono classificabili come super Terre calde, distanti rispettivamente 0,12, 0,20 e 0,35 UA da 82 Eridani, con periodi orbitali tutti inferiori ai 91 giorni. La temperatura di equilibrio del pianeta più distante, assumendo un'albedo pari a 0,3, è di 388 K (114,85 °C).
La distanza alla quale un pianeta dovrebbe orbitare per presentare condizioni climatiche favorevoli allo sviluppo di organismi viventi è di 0,8 UA (circa 120 milioni di chilometri). A questa distanza, tale pianeta avrebbe un periodo orbitale di circa 275 giorni.
Nel 2006 fu rilevato un eccesso di radiazione infrarossa dall'Infrared Space Observatory, poi però non confermato dal telescopio spaziale Spitzer. Comunque, nel 2012, osservazioni con il Herschel Space Observatory hanno permesso di scoprire un disco circumstellare, che se avesse la stessa composizione di quello ad esempio di 61 Virginis, si troverebbe alla distanza di circa 19 UA dalla stella.
Usando un algoritmo messo a punto da Guillem Anglada-Escudé e R. Paul Butler nel 2012, che meglio filtra l'interferenza del rumore al fine di ottenere misurazioni della velocità radiale più precise, un gruppo di scienziati guidato da Fabo Feng ha scoperto nel 2017 altri tre pianeti, uno dei quali, situato all'interno della zona abitabile della stella. Gli scienziati pensano che queste tecniche di riduzione del rumore siano sufficienti anche a dimostrare l'esistenza degli esopianeti già scoperti, ossia 82 Eridani b e d, e solo in parte l'esistenza di 82 Eridani c, che rimane ancora da confermare come 2 dei tre nuovi pianeti scoperti. Il pianeta f, situato nella zona abitabile, ha una massa una decina di volte quella terrestre, e potrebbe essere una densa super Terra o, più probabilmente, un mininettuno senza superficie solida. Non essendo noto il raggio del pianeta rimane tuttavia sconosciuta anche la sua densità. A quella distanza dalla stella un pianeta con l'albedo della Terra (0,3) avrebbe una temperatura di equilibrio di circa 245 K, poco inferiore alla temperatura di equilibrio terrestre (255 K).
Un altro studio del 2024 non ha trovato conferma per i pianeti "g" e "f" ma ha confermato un esopianeta candidato da uno studio dell'anno precedente, 82 Eridani d, come una probabile super Terra la cui orbita apparentemente molto eccentrica si trova in parte all'interno della zona abitabile del sistema.

### Prospetto
Segue un prospetto del sistema planetario di 82 Eridani.
| Pianeta | Tipo        | Massa   | Periodo orb.   | Sem. maggiore | Eccentricità | Scoperta |
| ------- | ----------- | ------- | -------------- | ------------- | ------------ | -------- |
| b       | Super Terra | 2,15 M⊕ | 18,3142 giorni | 0,1257 UA     | 0,065        | 2011     |
| c       | Super Terra | 2,52 M⊕ | 89,68 giorni   | 0,3625 UA     | 0,077        | 2011     |
| e       | Super Terra | 4,77 M⊕ | 147,02 giorni  | 0,509 UA      | 0,29         | 2017     |
| d       | Super Terra | 5,82 M⊕ | 647,6 giorni   | 1,354 UA      | 0,45         | 2011     |